# Rue Somerset (Ottawa)

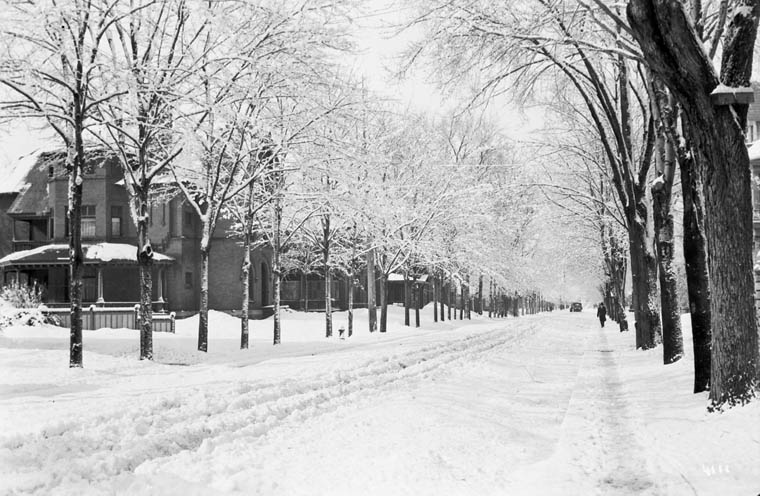
Rue Somerset, 1916

La rue Somerset est une rue de la ville d'Ottawa, Ontario, Canada. Elle est divisée en deux parties par le canal Rideau : Somerset Est et Somerset Ouest.

## Rue Somerset Est
La rue Somerset Est est une rue courte qui traverse le quartier de la Côte-de-Sable depuis le campus de l'Université d'Ottawa à l'ouest jusqu'au parc Strathcona à l'est. La rue Somerset s'étendait également vers l'est en direction du boulevard Saint-Laurent par un pont qui enjambait la rivière Rideau. Cependant, ce pont a été détruit par les inondations en 1952  et la partie de la rue à l'est de la rivière a été rebaptisée rue Donald. En 2015, un nouveau pont pour vélos et piétons, la passerelle Adàwe, a été construit sur la rivière à l'emplacement de l'ancien ; la rue Somerset est devenue un important corridor cyclable entre l'université et le centre-ville d'Ottawa. En 2017, les volumes de vélos représentaient 65 % du trafic routier et la rue a été réaménagée avec des pistes cyclables recommandées.

## Rue Somerset Ouest

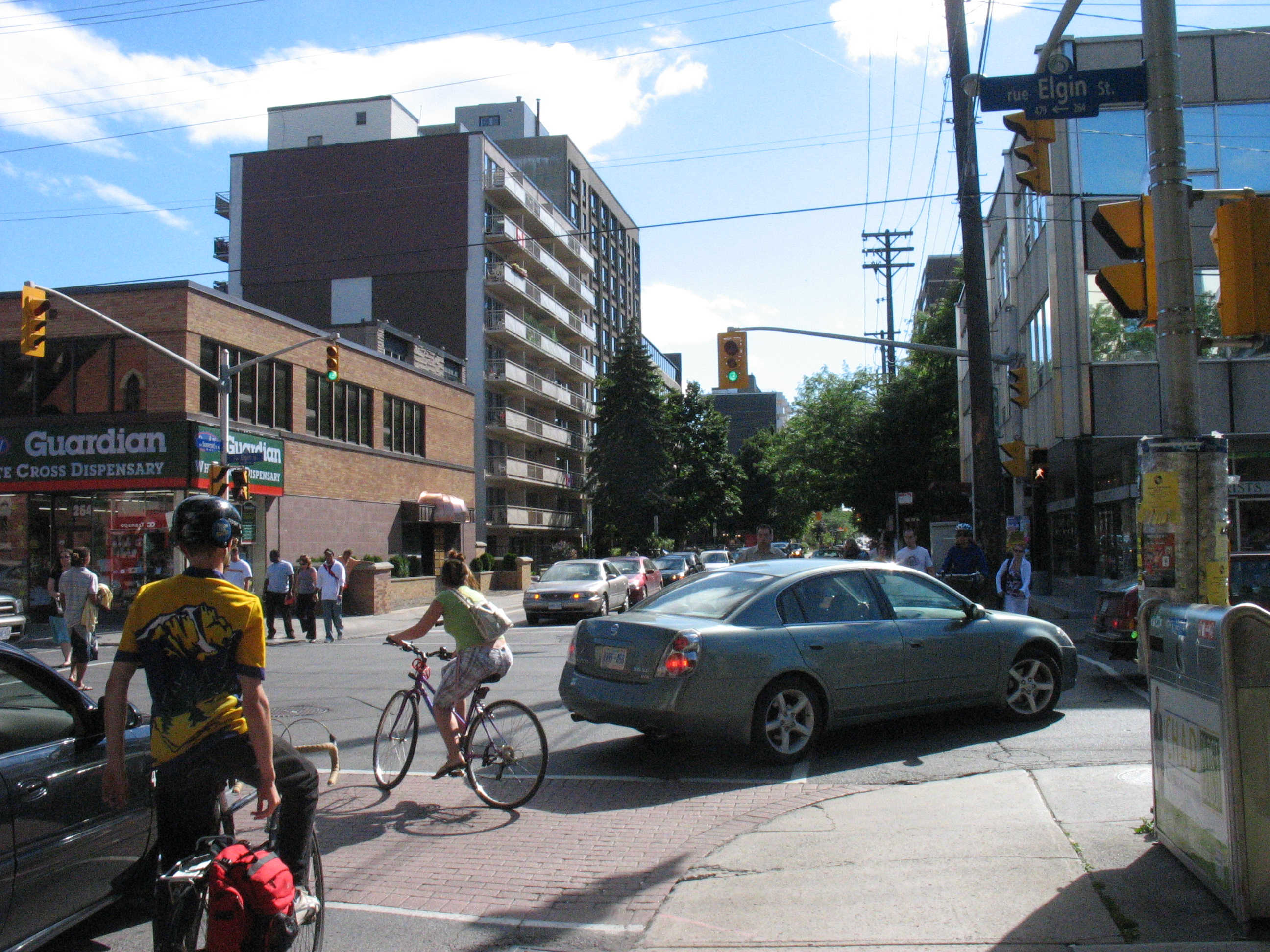
Vue moderne de Somerset Street West à Elgin Street, 2008

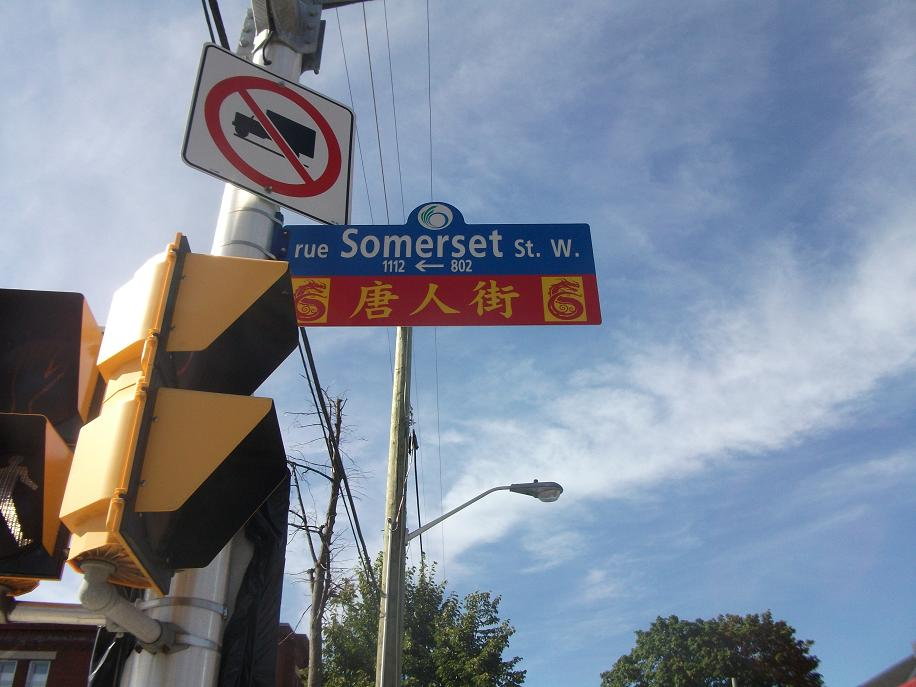
Panneau de Somerset Street à hinatown.

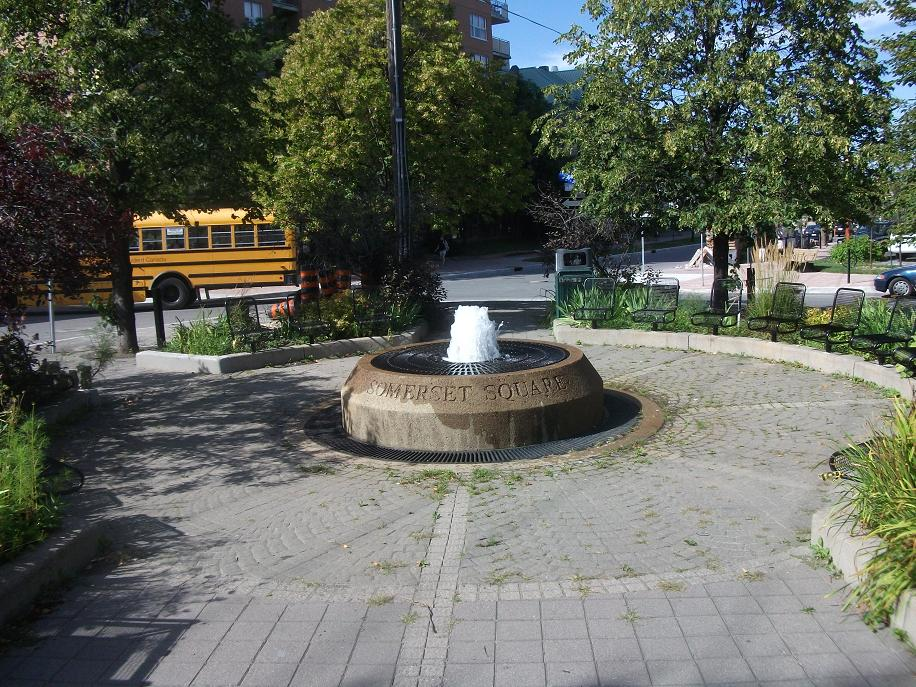
Somerset Square constitue le terminus ouest de Somerset Street, lorsqu'elle se transforme en Wellington Street West.

Également connue sous le nom de Ottawa Road #36, la rue Somerset Ouest commence à la promenade Queen Elizabeth à l'est et continue vers l'ouest jusqu'à la rue Wellington Ouest où elle se termine à Somerset Square. Entre la rue Bay à l'est et la rue Preston à l'ouest, la rue Somerset Ouest est l'épine dorsale du quartier chinois d'Ottawa. La rue Preston est le centre de la Petite Italie d'Ottawa. La zone entre les rues Bank et O'Connor est connue sous le nom de village Somerset.
La section à l'ouest de la rue Booth était autrefois connue sous le nom de Cedar Street, et la section entre les rues Booth et Bell était autrefois Reserve Street.
Le chemin de fer électrique d'Ottawa longeait la rue Somerset Ouest entre la rue Bank et l'ouest en direction du parc Britannia.
Le 331 rue Somerset ouest a été la résidence du premier ministre canadien William Lyon Mackenzie King de 1901 à 1910, alors qu'il était ministre du Travail. Le site est désigné comme propriété patrimoniale d'Ottawa,,.

## Lien entre les deux parties
Alors que le secteur était en développement, la construction d'un pont au-dessus du canal Rideau a été proposée dans les années 1870 pour relier les deux parties de la rue Somerset. Ce pont n’a cependant jamais vu le jour. Aujourd'hui, la passerelle Corktown relie les deux côtés, mais elle est réservée à la circulation non motorisée. Le pont a été ouvert au public le 21 septembre 2006. Le lien piétonnier part du sentier polyvalent qui longe le canal, traverse la promenade Colonel By, passe sous la rue Nicholas et le Transitway et mène au campus de l'Université d'Ottawa. La rue continue à travers le campus sous le nom de Marie Curie Private, avec une circulation limitée aux vélos en direction ouest.